# Erigorgus idahoensis
Erigorgus idahoensis är en stekelart som beskrevs av Dasch 1984. Erigorgus idahoensis ingår i släktet Erigorgus och familjen brokparasitsteklar. Inga underarter finns listade i Catalogue of Life.